# North East (Pennsylvanie)
North East est un borough situé dans le comté d’Érié, en Pennsylvanie, aux États-Unis. Sa population s’élevait à 3 998 habitants lors du recensement de 2010. North East est située à 521 km de New York.

## Source
- (en) Cet article est partiellement ou en totalité issu de l’article de Wikipédia en anglais intitulé « North East, Pennsylvania » (voir la liste des auteurs).